# Coronel Dorrego (partido)
Dorrego (Partido de Coronel Dorrego) is een partido in de Argentijnse provincie Buenos Aires. Het bestuurlijke gebied telt 16.522 inwoners. Tussen 1991 en 2001 daalde het inwoneraantal met 12,19 %

## Plaatsen in partido Coronel Dorrego
- Aparicio
- Balneario Marisol
- Coronel Dorrego
- El Perdido
- Faro
- Irene
- Oriente
- San Román